# Ben Woollaston
Ben Woollaston, angleški igralec snookerja, * 14. maj 1987.
Woollaston prihaja iz Leicesterja. Karavani poklicnih igralcev se je prvič pridružil v sezoni 2004/05, a so po koncu le-te ni uspel ubraniti mesta v njej in je iz nje izpadel. Za sezono 2007/08 je prejel povabilo v karavano. Dvakrat se je prebil v skupinski del turnirja Grand Prix (v letih 2006 in 2007), pri čemer je leta 2006 v skupini tudi dobil dva dvoboja, medtem ko naslednje leto ni dobil nobenega. Prav tako se je uvrstil na sklepni del turnirja Welsh Open 2007, na katerem si je z zmago nad Davidom Grayem priboril napredovanje v drugi krog. Tam je nato izpadel proti sedemkratnemu svetovnemu prvaku Stephenu Hendryju, izid je bil 2-5.

## Osvojeni turnirji

### Amaterski turnirji
- EBSA evropsko prvenstvo do 19 let - 2006